# 윤성혜 (성우)
윤성혜(1970년 2월 25일 ~ )는 대한민국의 성우로, 1996년 문화방송 성우극회 공채 13기로 입사했다.

## 출연 작품
굵은 글씨는 메인 캐릭터.

### TV 애니메이션
- DARKER THAN BLACK -흑의 계약자- (애니맥스) - 인
  - DARKER THAN BLACK -유성의 제미니- (애니맥스) - 인
- 갤럭시 엔젤 (애니맥스) - 바닐라 앗슈, 노마드
  - 갤럭시 엔젤Z (애니맥스) - 바닐라 앗슈, 노마드
  - 갤럭시 엔젤A (애니맥스) - 바닐라 앗슈, 노마드, 민트네 집의 하녀, 꼬꼬닭, 간호사, 큰 고양이
- 극상학생회 (애니원) - 선데이
- 꼬마 마법사 레미 (MBC) - 데라, 레미 엄마, 옥수 엄마, 영미, 봉철, 미라
  - 꼬마 마법사 레미# (MBC) - 예은, 미소, 레미 엄마, 데라, 토토, 마조퐁 로로, 마녀
  - 꼬마 마법사 레미 포르테 (MBC) - 두식, 예은, 강민, 레미 엄마, 데라
- 꼬마탐정 브루노 (MBC) - 엄마
- 꿈의 보석 프리즘스톤 (SBS) - 레이나
- 닥터 슬럼프 (MBC) - 서따지
- 도야지봉 (KBS)
- 드래곤볼Z (SBS) - 부르마
- 동글동글 문어빵맨 (재능TV) - 레드
- 로봇 축구 (MBC) - 로켓, 헤디
- 마탐정 로키 라그나로크 (애니원) - 프레이야
- 말괄량이 삐삐 (MBC) - 애니카와 토미의 엄마
- 모두 착한 아이에요 (투니버스) - 베니
- 무지개요정 통통 (KBS) - 남바다
- 바다요정 스노크 (재능TV) - 이쁜이
- 더 배트맨 (카툰네트워크) - 포이즌 아이비
- 배트맨과 프리즈 박사 (SBS) - 마리코, 여경찰, 써머 글리슨(뉴스 캐스터)
- 베르사이유의 장미 (EBS) - 마리 앙투아네트
- 부메랑 파이터 (MBC)
- 비밀♥비밀의 에그엔젤 코코밍 (디즈니 채널) - 카피밍
- 빨간망토 차차 (MBC) - 울랄라 마법학교 교장 선생님
- 뽀글아 사랑해 (MBC) - 뽀글이
- 세이버 마리오넷 R (애니맥스)
  - 세이버 마리오넷 J Again (애니맥스) - 로렐라이
- 소닉 X (재능TV) - 크림 더 레빗
- 스피릿 (SBS) - 소녀
- 싸커보이 토토 (MBC) - 토토
- 썬더 일레븐GO (재능TV) - 안계연, 한그린
- 아쿠아키즈 (SBS) - 톡
- 알렉스의 모험 (MBC)
- 암행어사 정약용 (MBC)
- 여신 후보생 (애니맥스) - 리나
- 열혈강호 (MBC) - 지연운
- 오! 나의 여신님 (애니맥스) - 울드
  - 오! 나의 여신님 ~각자의 날개~  (애니맥스)  - 울드
  - 오! 나의 여신님 ~싸움의 날개~ (애니맥스) - 울드
- 올림포스 영웅 제이슨 (애니원) - 비너스
- 요정나라 대모험 (MBC) - 브리지드
- 장금이의 꿈 (MBC) - 최상궁, 해야 의녀
  - 장금이의 꿈 2기 (MBC) - 최상궁, 해야 의녀
- 전투요정소녀 메이브 (애니박스) - 수퍼실프
- 절대무적 라이징오 (MBC) - 별이
- 쥬라기 원시전 (MBC) - 자르, 질리아
- 쥬얼 펫 (재능TV) - 사피
- 지구조난자 마룬 (MBC) - 라라
- 지옥소녀 (애니맥스) - 쿠로다 아미
- 천재소년 지미 뉴트론 (MBC) - 지미 뉴트론
- 천지무용 in LOVE (애니박스) - 료코
  - 천지무용 in LOVE2 (애니박스) - 료코
  - 천지무용 양황귀 OVA (애니박스) - 료코
  - 천지무용 한 여름밤의 이브 (애니박스) - 료코
- 커렉터 유이 (애니원) - 안티
- 토미와 오스카 (MBC) - 토미
- 트라이건 (비디오)
- 빛의 전사 프리큐어 Splash Star (애니원) - 김소라(큐어 블룸/브라이트)
- 하늘을 나는 비포 (재능TV) - 비포
- 헌터X헌터 (애니원) - 즈시(37화)
- 바다의 금동이 (MBC)
- 헬로 카봇 쿵 (카툰네트워크) - 플레쿵
- 도깨비 캡처 보물산의 전설 (KBS) - 가람, 형수
- 스페이스 동의보감 (SBS)
- 스페이스 동의보감 2 (KBS)

## 노래
- 도깨비 캡처 보물산의 전설 - 오프닝

### 극장용 애니메이션
- 오! 나의 여신님 극장판 (애니맥스) - 울드
- 극장판 올림포스 가디언 기간테스 대역습 - 암피트리테
- 이웃집 토토로(재더빙) - 쿠사카베 사츠키
- 짱구는 못말려 극장판 : 돼지발굽 대작전 (MBC) - 슈퍼모델
- 극장판 썬더일레븐 GO VS 골판지 전사 W - 한그린, 안계연

### 특수 촬영 드라마
- 가면라이더 블레이드 (챔프) - 쿠리하라 하루카 (야마구치 카오리) / 타이탄

### 외화

#### 드라마
- 24 (MBC) - 케이트 워너 (세라 윈터)
- CSI 과학수사대 (MBC) - 새라 사이들 (조자 폭스)
- CSI 뉴욕 (MBC) - 카일리 미카 (켈리 후)
- 남과 북 (EBS) - 마가렛
- 넘버스 (SBS) - 아미타 라만후안 (나비 라워)
- 동양특급 로형사 (MBC)
- 애들이 줄었어요 (MBC) - 에이미 (힐러리 터크)
- 와신상담 (EBS) - 당려
- 존 그리섬의 의뢰인 (MBC)
- 프리즌 브레이크 (SBS) - 사라 탠크레디 (사라 웨인 콜리스)
- 이소룡 전기 (SBS) - 린다 에머리
- 스페셜 유닛 (iTV) - 케이트 벤슨 (알렉산드라 리)

#### 영화
- 007 리빙 데이라이트 (MBC) - 로시카(줄리 T. 월레스) / 흑인 여성(덜리스 리시에)
- 007 유어 아이스 온리 (MBC) - 멜리나의 엄마(토비 로빈스) / 리즐(카산드라 해리스) / 제이코바(질 베넷)
- 4월 이야기 (MBC)
- 1408 (MBC) - 릴리 엔슬린 (메리 맥코맥)
- 25살의 키스 (SBS) - 알디스 마틴 (릴리 소비에스키)
- DOA (MBC) - 티나 암스트롱 (제이미 프레슬리)
- 개같은 내 인생 (MBC) - 싸가 (멜린다 킨나만)
- 결혼 만들기 (MBC)
- 고스포드 파크 (MBC) - 엘시 (에밀리 왓슨)
- 공군대전략 (MBC)
- 공포의 룸메이트 (MBC)
- 광부의 딸 (MBC)
- 구름 속의 산책 (MBC) - 빅토리아 (아이타나 산체스 기욘)
- 그들만의 리그 (MBC) - 키트 켈러 (로리 페티)
- 나쁜 녀석들 (MBC)
- 나 홀로 집에 3 (MBC) - 알렉스 프루잇 (알렉스 D. 린즈)
- 낭만풍폭 (MBC)
- 네프 므와 (MBC)
- 닥터 두리틀 (MBC)
- 당신이 잠든 사이에 (MBC) - 간호사(루스 루드닉)
- 더 팬 (MBC)
- 디 엣지 (SBS) - 미키 (엘 맥퍼슨)
- 라이징 선 (MBC)
- 록시 (MBC) - 엘리자베스 (라일라 로빈스)
- 론머맨2 (MBC) - 코리
- 리전에어 (MBC) - 카트리나(아나 소프레노빅)
- 리플레이스먼트 (SBS) - 아나벨 (브룩 랭턴)
- 리플레이스먼트 킬러 (MBC) - 맥 코번 (미라 소르비노)
- 리플리컨트 (SBS)
- 마르셀의 여름 (MBC) - 로즈 이모 (테레제 리오타르)
- 마틸다 (MBC) - 하니 선생님 (엠베스 데이비츠)
- 모험왕 (MBC)
- 뮤리엘의 웨딩 (MBC)
- 미션 임파서블 3 (MBC) - 줄리아 (미셸 모나한)
- 미치고 싶을 때 (SBS) - 시벨 (시벨 케킬리)
- 바이센테니얼 맨 (MBC) - 아만다 / 포샤 (엠베스 데이비츠)
- 반지의 제왕: 두 개의 탑(SBS) - 아르웬(리브 타일러)
- 반지의 제왕: 왕의 귀환(SBS) - 아르웬(리브 타일러)
- 발렌타인 데이 (SBS)
- 배트맨 (SBS) - 마리코, 여경찰, 써머 글리슨(뉴스 캐스터)
- 베토벤 (MBC) - 불량배(제이콥 케너)
- 뱀파이어 해결사 (MBC)
- 뱀파이어의 환생 (MBC)
- 벽혈남천 (SBS) - 진반(서기)
- 보거스 (MBC)
- 볼링 포 콜럼바인 (MBC)
- 브링 잇 온 (MBC) - 토런스 (커스틴 던스트)
- 빅 대디] (MBC) - 레일라 (조이 로런 애덤스)
- 사관과 신사 (MBC) - 폴라 (데버라 윙거)
- 사랑의 굴레(영어판) (SBS)
- 사랑의 블랙홀 (MBC)
- 샤베르대령 (SBS) - 페로 백작 부인
- 살인 박쥐의 습격 (MBC) - 실라 (디나 마이어)
- 세븐 (SBS) - 경찰(에밀리 와그너)
- 성룡의 CIA (SBS) - 유키 (야마모토 미라이)
- 소살리토 (MBC) - 엘렌 (장만옥)
- 소친친 (MBC) - 추월 (진혜림)
- 스워드 피쉬 (SBS) - 진저 (핼리 베리)
- 스크림 (MBC) - 시드니 (니브 캠벨)
  - 스크림 2 (MBC) - 시드니 (니브 캠벨)
  - 스크림 3 (SBS) - 제니퍼 (파커 포시)
- 스피릿 (SBS) - 소녀
- 스피시즈 (MBC)
- 시빌 액션 (MBC) - 앤 (캐슬린 퀸란)
- 신영웅본색 (SBS) - 칠리 (구숙정)
- 싸늘한 여름 (MBC) - 클레르
- 써든 데스 (MBC) - 타일러(로스 맬링거) / 시장의 아내(글렌다 모건 브라운)
- 씨커 (SBS) - 클레어 (제이미 프레슬리)
- 아나콘다 (MBC) - 테리 (제니퍼 로페즈)
- 아내는 스모왕 (SBS)
- 아들의 방 (MBC) - 라파엘라
- 아라비아의 로렌스 그 후의 이야기 (MBC)
- 아이언 이글 (MBC)
- 안토니아스 라인 (MBC) - 안토니아 (빌레케 반 아믈로이)
- 암흑가의 두 사람 (MBC) - 소피 (일라리아 오키니)
- 어바웃 어 보이 (MBC) - 수지 (빅토리아 스머핏), 니키
- 어비스 (MBC) - 린지 (메리 엘리자베스 매스트란토니오)
- 어싸인먼트 (MBC)
- 어썰트 13 (SBS) - 알렉스 사비안 (마리아 벨로)
- 업 클로즈 앤 퍼스널 (MBC)
- 에너미 앳 더 게이트 (MBC) - 타냐 (레이철 바이스)
- 엑스VS세버 (MBC) - 레인 갠트 (탈리사 소토)
- 여인의 향기 (MBC)
- 영웅신탐 (MBC)
- 예카테리나 대제 (MBC) - 예카테리나 (캐서린 제타 존스)
- 와일드 와일드 웨스트 (SBS)
- 우나기 (MBC) - 미사코(스님 부인) (바이쇼 미츠코)
- 유니버셜 솔져 - 그 두 번째 임무 (MBC) - 에린 (헤이디 샌즈)
- 위험한 증언 (MBC)
- 윈체스터 73 (MBC) - 로라(쉘리 윈터스)
- 윌로우 (MBC)
- 의혹 (SBS) - 캐롤린 폴히머스 (그레타 스카치)
- 이연걸의 소림오조 (MBC)
- 익스트림OPS (MBC) - 클로이 (브리짓 윌슨)
- 일 포스티노 (SBS) - 베아트리체 루소 (마리아 그라지아 쿠치노타)
- 적벽대전2 (MBC) - 손상향 (조미)
- 제르미날 (MBC) - 마으드 (미우 미우)
- 젠 엑스 캅 (SBS) - Y2K (입패문)
- 중년의 함정 (MBC) - 엘리스(데브라 조 럽)
- 지. 아이. 제인 (SBS) - 오닐 (데미 무어)
- 지중해 (MBC) - 바실리사 (반나 바르바)
- 창공의 여왕 (MBC)
- 책상서랍 속의 동화 (MBC)
- 철도원 (MBC) - 센지 아내(다나카 요시코)
- 촉산전 (MBC) - 이영기, 고월 (장바이즈)
- 친니친니 (MBC) - 막민아 (진혜림)
- 캐릭터 (MBC) - 조르주 (타마 반 덴 돕)
- 캐스퍼와 웬디 (MBC)
- 케이트 & 레오폴드 (SBS) - 트리 양
- 코러스 (MBC) - 르캐렉 (시릴 버니코트), 바이올렛 (마리 뷔넬) 외
- 크레이블2 (SBS) - 다리아 (개브리엘 유니언)
- 큰 도둑 작은 도둑 (MBC)
- 클루리스 (MBC) - 디온 (스테이시 대시)
- 타이쿠스 (MBC) - 에이미 로 (파놀라 휴즈)
- 타인의 삶 (MBC) - 크리스타 (마르티나 게데크)
- 테이킹 라이브즈 (SBS) - 일리아나 (안젤리나 졸리)
- 트로이 (SBS) - 헬레네 (디아네 크루거)
- 트루 라이즈 (MBC) - 주노 (티아 카레레)
- 트루먼 쇼 (MBC) - 메릴 (로라 리니)
- 트리거 이펙트 (SBS)
- 패트리어트 (MBC) - 샬럿 (졸리 리처드슨)
- 프라이멀 피어 (MBC)
- 프릭스 (SBS) - 사만다 파커 (캐리 우러)
- 플래시댄스 (MBC)
- 플루크 (MBC) - 가정부(리비 휘트모어)
- 피아니스트 (MBC) - 도로타 (에밀리아 폭스)
- 하늘과 땅 (MBC) - 리리의 언니(투안 리)
- 할로우 맨 (SBS) - 린다(엘리자베스 슈)
- 히틀러의 부활 (MBC)
- 인자무적 (MBC)
- 나이트워치 (MBC) - 로테 (로테 안데르센)
- 도플갱어 (MBC)
- 카피캣 (MBC) - 수잔 (쉐넌 오헐리)
- 투 다이 포 (MBC) - 리디아 (앨리슨 폴랜드)
- 스위치 (MBC) - 실라 (로레인 브라코)
- 마틸다 (MBC) - 하니 선생님 (엠베스 데이비츠)
- 유니버셜 솔저 - 그 두 번째 임무 (MBC) - 에린 (하이디 샨츠)
- 거짓말 (MBC) - 데이지 (발레리아 브루니 테데스키)
- 환영특공 (MBC) - 회람 (진혜림)
- 온리 유 (MBC) - 케이트 (보니 헌트)
- 해커즈 (MBC) - 마고 (로레인 브라코)
- 분노의 악령 (MBC) - 그레이스 (헤더 로클리어)
- 투 다이 포 (MBC) - 리디아 (앨리슨 폴랜드)
- 블랙 팬서 - 오코예(다나이 구리라)
- 어벤져스: 인피니티 워 - 오코예(다나이 구리라)
- 비틀쥬스 (MBC) - 새라(마리 치담)

### 게임
- 루나 실버스타 스토리 - 나루
- 블레이드 앤 소울 - 남소유
- 언톨드 레전드 : 더 워리어스 코드 - 캡틴 세라스
- 쥬라기 원시전2 : 더 랭커
- 페르시아의 왕자 2008년 게임 - 엘리카
- 페르시아의 왕자 : 두 개의 왕좌 - 파라
- 페르시아의 왕자 : 시간의 모래 - 파라

### 내레이션

#### 교양/다큐멘터리
- TV는 사랑을 싣고 (KBS)
- 가장 빠른 치타가 되다 (NGC)
- 글로벌 일자리 프로젝트 세계를 보라 (MBC)
- 기업열전K1 (KBS)
- 빅 캣 위크 : 빅 캣 오딧세이 (NGC)
- 와일드 알래스카 (NGC)
- 살인마로 돌변한 동물 (NGC)
- 관찰! 수상한 고양이 (NGC)
- 검은 독사, 블랙맘바 (NGC)
- 생방송 오늘아침 (MBC)
- 생방송 오늘 저녁 (MBC)
- 세상보기 시시각각 (MBC)
- 다큐 플러스 73회 : 잘 비워야 잘 산다, 쾌변 건강법 (JTBC)
- 다큐 플러스 77회 : 먹어야 빠진다, 착한 지방의 역설 (JTBC)
- 성공의 정석,꾼(SBS CNBC)
- 친절한 진료실(JTBC)

#### 예능/버라이어티
- 매거진 원 (MBC Every1)
- 슈퍼TV 일요일은 즐거워 (KBS)
- 시네마 월드 (부산MBC)

#### CF
- 기가 지니 시리즈

#### 기타
- MBC 주말프로그램 예고 (MBC)
- 올레 내비 어플 길 안내 음성 (KT)

### 라디오
- MBC 라디오 드라마 : 만화열전
- 김기덕의 골든디스크 : 음악 에세이 (2004년 ~ 2010년 4월 25일) - 윤은서
- 라디오 북카페(그리스인 조르바) (SBS 러브FM)
- 라디오 북카페(오만과 편견) (SBS 러브FM) - 해설
- 배한성 배칠수의 고전열전 (MBC 표준FM)

## 수상 경력
- 2006년 MBC 연기대상 TV 성우 특별상